# Ernemont-sur-Buchy
Ernemont-sur-Buchy is een gemeente in het Franse departement Seine-Maritime (regio Normandië) en telt 193 inwoners (2005). De plaats maakt deel uit van het arrondissement Rouen.

## Geografie
De oppervlakte van Ernemont-sur-Buchy bedraagt 4,0 km², de bevolkingsdichtheid is 48,3 inwoners per km².
De onderstaande kaart toont de ligging van Ernemont-sur-Buchy met de belangrijkste infrastructuur en aangrenzende gemeenten.

## Demografie
Onderstaande figuur toont het verloop van het inwonertal (bron: INSEE-tellingen).